# Halfagras
Das Halfagras (Macrochloa tenacissima, Syn.: Stipa tenacissima), auch Espartogras genannt, ist eine im westlichen und südlichen Mittelmeergebiet heimische Grasart, deren Blattfasern zur Herstellung von Seilen und Papier (Alfapapier) verwendet werden. 

## Beschreibung
Das ausdauernde Gras bildet 60 bis 150 Zentimeter hoch werdende Horste. Die Blätter sind nur während der Vegetationsperiode entfaltet und grün. Während Trockenperioden sind sie eingerollt und erscheinen grau. Auf der Oberseite sind die Blätter dicht behaart. Das Blatthäutchen ist kurz und gewimpert. 
Die Ährchen stehen in Rispen, die 25 bis 35 Zentimeter lang sind. Sie sind einblütig und stehen dicht. Die Hüllspelzen sind häutig und lang zugespitzt. Ihre Länge ist 2,5 bis 3 Zentimeter. Die Deckspelze ist ebenfalls häutig. Sie ist an der Spitze zweispaltig. An der rund 1 Zentimeter langen Deckspelze sitzt eine 4 bis 6 Zentimeter lange Granne, die im unteren Bereich behaart ist. 
Die Blütezeit ist März bis Juni.
Die Chromosomenzahl beträgt 2n = 24, 66 oder 72.

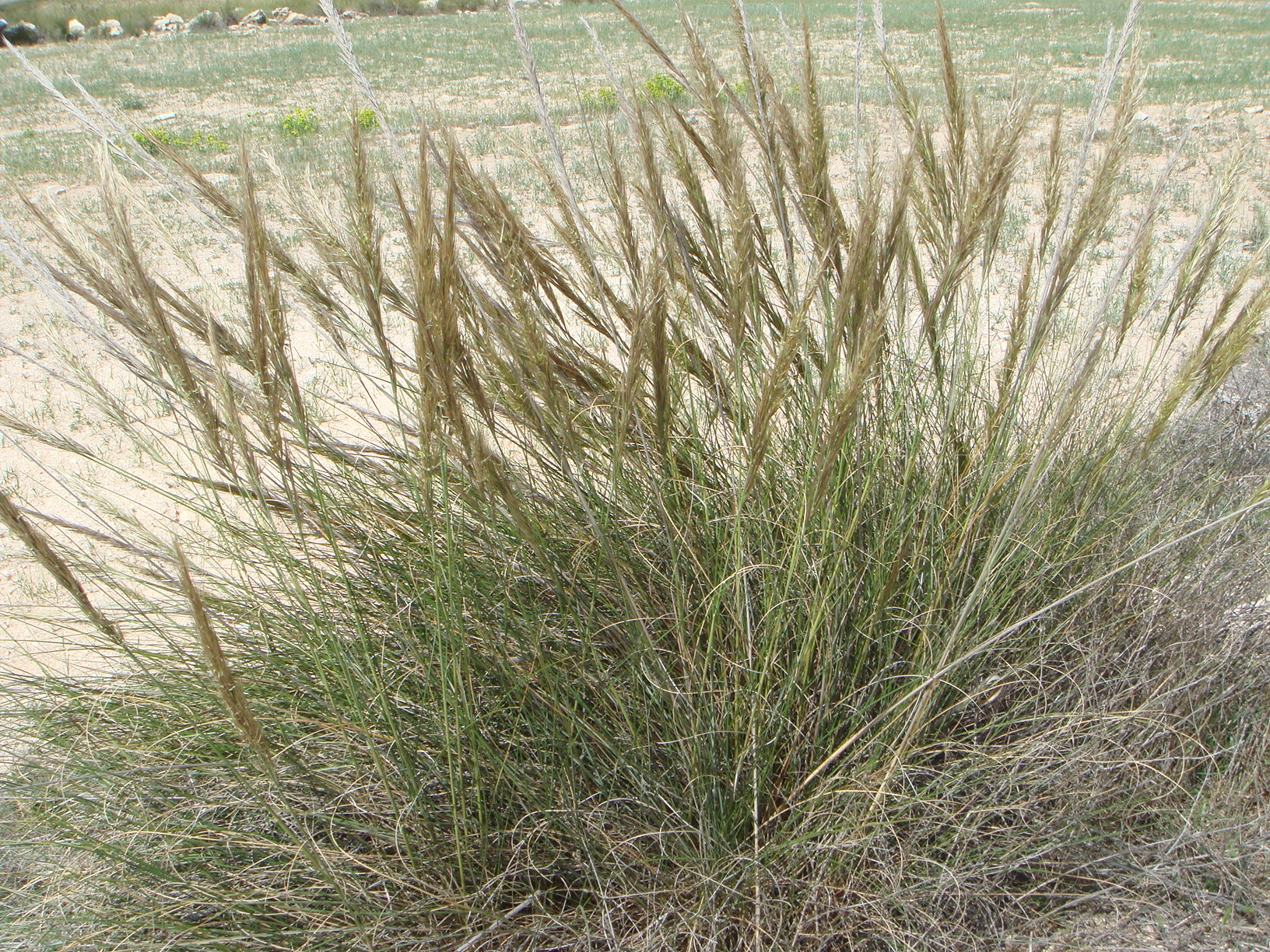
Halfagras (Macrochloa tenacissima)

## Vorkommen
Das Halfagras ist auf der südlichen Iberischen Halbinsel, in Marokko, Algerien, Tunesien, Libyen und auf den Balearen beheimatet. Es wächst in Steppen, auf Weideland und in offenen Kiefernwäldern.

## Verwendung
Die Blätter des Halfagrases werden, wie die des Espartograses (Lygeum spartum), für Flechtarbeiten (Hüte, Schuhe, Taschen, Matten), Seile und die Herstellung von hochwertigem Papier (Alfapapier) verwendet.

## Taxonomie und Systematik
Das Halfagras wurde 1755 durch Carl von Linné in Centuria I. Plantarum ... Seite 6 als Stipa tenacissima erstbeschrieben. Die Art wurde 1826 durch Karl Sigismund Kunth in Révision des Graminées Band 1, Seite 59 als Macrochloa tenacissima (L.) Kunth in die Gattung Macrochloa gestellt. Synonyme für Macrochloa tenacissima (L.) Kunth sind Stipa tenacissima L. und Lasiagrostis tenacissima (L.) Trin. & Rupr.
Man kann folgende drei Unterarten unterscheiden:
- Macrochloa tenacissima subsp. gabesensis (Moraldo, Raffaelli & Ricceri) H.Scholz & Valdés: Sie kommt im Marokko, Algerien, Tunesien und Libyen vor.[3]
- Macrochloa tenacissima subsp. tenacissima: Sie kommt im westlichen und im südlichen Mittelmeergebiet vor und zwar in Portugal, Spanien, auf den Balearen, in Marokko, Algerien, Tunesien und Libyen.[3] Auf den Kanaren und Zypern ist sie ein Neophyt.[3]
- Macrochloa tenacissima subsp. umbrosa F.M.Vázquez: Sie kommt in Spanien vor.[3]